# Gatlingova strojnica
Gatlingova strojnica laka je strojnica izuzetno velike brzine gađanja, zasnovana na načelu rotirajućih cijevi punjenih barutom (odnosno streljivom) pokretanih ručicom. Strojnicu je dizajnirao američki izumitelj Richard J. Gatling 1861. godine, patentirao 1862. godine. Gatlingova strojnica može se smatrati prvom strojnicom zbog svoje sposobnosti kontinuiranog otvaranja paljbe (brzometne paljbe, rafala).
Danas je pojam gatlingove strojnice (ili jednostavno gatling) skupni naziv za automatska oružja s rotirajućim cijevima.